# Верблюд (скала)
Верблюд — скала на левом берегу реки Ащесу в 6 км от её устья в Светлинском районе Оренбургской области, в 8,5 км к юго-востоку от посёлка Восточного. Памятник природы регионального значения.
Объект представляет собой две кварцитовые скалы высотой до 14 м, удивительно похожие на верблюда, который прилёг отдохнуть.Скала Верблюд изображена на флаге и гербе Светлинского района.